# Gérard Vuilleumier
Gérard Albert Vuilleumier (ur. 5 grudnia 1905 w La Chaux-de-Fonds, zm. 17 kwietnia 1984 w Genewie) – szwajcarski skoczek narciarski, uczestnik zimowych igrzysk olimpijskich.
Vuilleumier uczestniczył w Zimowych Igrzyskach Olimpijskich 1928 w Sankt Moritz. Był jednym z czterech skoczków ze Szwajcarii, którzy wystartowali na igrzyskach.
Wystąpił w zawodach na skoczni normalnej K-66. W pierwszej serii osiągnął jeden z najlepszych rezultatów; jego wynik (57,5 m), był trzecim z najdalszych skoków kolejki. W drugiej serii Szwajcar skoczył jeszcze dalej (62,0 m) jednak nie ustał tej próby. Vuilleumier zakończył konkurs z notą 12,020 pkt. (pierwszy sędzia przyznał mu notę 11,687, drugi 11,562 a trzeci 12,812); zajął 30. miejsce na 38 skoczków, którzy wystąpili w konkursie (trzecie miejsce wśród Szwajcarów).
W 1927 roku, skokiem na odległość 66 metrów ustanowił nowy rekord skoczni Bernina-Roseg-Schanze w miejscowości Pontresina. Rok później jego rezultat poprawił Bruno Trojani.
Odnosił wiele sukcesów w kolarstwie. W 1928 i 1931 zwyciężył w wyścigu Berno–Genewa.